# Megalostrata monistica
Megalostrata monistica är en spindelart som först beskrevs av Chamberlin 1924.  Megalostrata monistica ingår i släktet Megalostrata och familjen flinkspindlar. Inga underarter finns listade i Catalogue of Life.